# Arturo Jauretche
Arturo Martín Jauretche (Lincoln, province de Buenos Aires, 1901 – Buenos Aires, 1974) était un avocat, penseur, journaliste, écrivain et homme politique argentin.
Issu de la classe moyenne d’une petite ville de la pampa, Jauretche entreprit des études de droit à Buenos Aires, où, séduit par le projet social d’Hipólito Yrigoyen, il entama un parcours de militant politique dans les rangs de l’UCR. Après le coup d’État de septembre 1930 contre Yrigoyen, et tout au long de la Décennie infâme, période de restauration conservatrice en Argentine, qui s’ensuivit, Jauretche fut un farouche opposant au régime, allant jusqu’à participer à une rébellion armée (avortée) dans la province de Corrientes, ce qui lui valut de faire un séjour en prison. Son désaccord avec la direction alvéariste de l’UCR, à qui il reprochait notamment de s’apprêter à lever son boycott des élections frauduleuses organisées par le régime conservateur, le porta à cofonder, au sein même du radicalisme, le mouvement FORJA, groupe militant dissident voué au travail de réflexion et de propagande, et s’attacha à théoriser un nationalisme populaire. Le 17 octobre 1945, il se manifesta en faveur de Juan Perón, puis, celui-ci une fois élu en 1946, lui sera un soutien critique, avant d’être écarté des sphères du pouvoir péroniste en 1951. Le coup d’État autodénommé Révolution libératrice de 1955 dirigée contre Perón le jettera dans une opposition souvent virulente, exercée par voie de presse, aux gouvernement dictatoriaux ou constitutionnels qui se succéderont dans les deux décennies suivantes, mais se consacrera finalement surtout à publier des ouvrages de réflexion sur la société argentine, rédigés dans un style caustique, où il développa plus avant son idée du nationalisme populaire, s’employa à réinterpréter l’histoire argentine du siècle précédent (révisionnisme historique), et fustigea en particulier l’attitude de certaines classes dirigeantes de son pays, imbues d’elles-mêmes (de medio pelo, de parvenus) et déliées du peuple, — attitude qui, estimait-il, empêche l’Argentine de s’épanouir et de réaliser sa pleine autonomie.

« L’art de nos ennemis est de démoraliser, d’attrister les peuples. Les peuples déprimés ne peuvent pas vaincre. Voilà pourquoi c’est dans la joie que nous venons combattre pour le pays. Rien de grand ne peut se faire par la tristesse. »

— Arturo Jauretche

## Parcours politique et intellectuel

### Jeunesse
Jauretche naquit et passa son enfance et son adolescence dans la petite ville pampéenne de Lincoln, dans le nord-ouest de la province de Buenos Aires, au sein d’une famille de la classe moyenne ; son père, Pedro Jauretche, était fonctionnaire municipal et militant du Parti conservateur, et sa mère, Angélica Vidaguren, travaillait comme institutrice. Après s’être d’abord fixé à Chivilcoy et avoir participé aux luttes étudiantes pour la Réforme universitaire de 1918, Jauretche se transporta en 1920 à Buenos Aires pour y poursuivre ses études et obtenir son titre d’avocat.
Dans la capitale argentine, séduit par le nouveau modèle d’intégration sociale prôné par l’Union civique radicale, il décida de s’affilier à ce parti, dans le camp des radicaux dits personnalistes, emmenés par Hipólito Yrigoyen. Dans ledit modèle social, qui était inspiré de l’œuvre du poète et compositeur Homero Manzi, Jauretche voyait une politique nouvelle et bénéfique d’insertion des classes laborieuses, avec lesquelles, de par ses origines rurales, il tendait à sympathiser. Enfant encore, son aspiration était déjà d’aider les pauvres et les quartiers populaires à prendre part à la gestion du pays.
En 1928, au moment où Yrigoyen entama son second mandat présidentiel, succédant à Marcelo T. de Alvear, également issu de l’UCR, Jauretche entra dans la fonction publique, quoique pour peu de temps ; deux années plus tard, l’armée exécuta le premier coup d’État de la période constitutionnelle en Argentine, coup de force qui sera le point de départ de la dénommée Décennie infâme, période de restauration conservatrice marquée notamment par une fraude électorale systématique. Jauretche combattit les militaires insurgés d’abord par les armes, puis déploya contre eux une intense activité politique. En 1933, dans la province de Corrientes, à Paso de los Libres, il prit part au soulèvement (avorté) des colonels Roberto Bosch et Gregorio Pomar, qui ne s’étaient pas impliqués dans le putsch de septembre 1930. Incarcéré après la défaite du soulèvement, il écrivit en prison sa version des événements sous la forme d’un ensemble de poèmes gauchesques, qu’il intitula El Paso de los Libres et fera paraître en 1934, doté d’un prologue de l’écrivain Jorge Luis Borges ― de qui du reste, pour des raisons politiques, il s’éloignera de plus en plus par la suite.

### FORJA

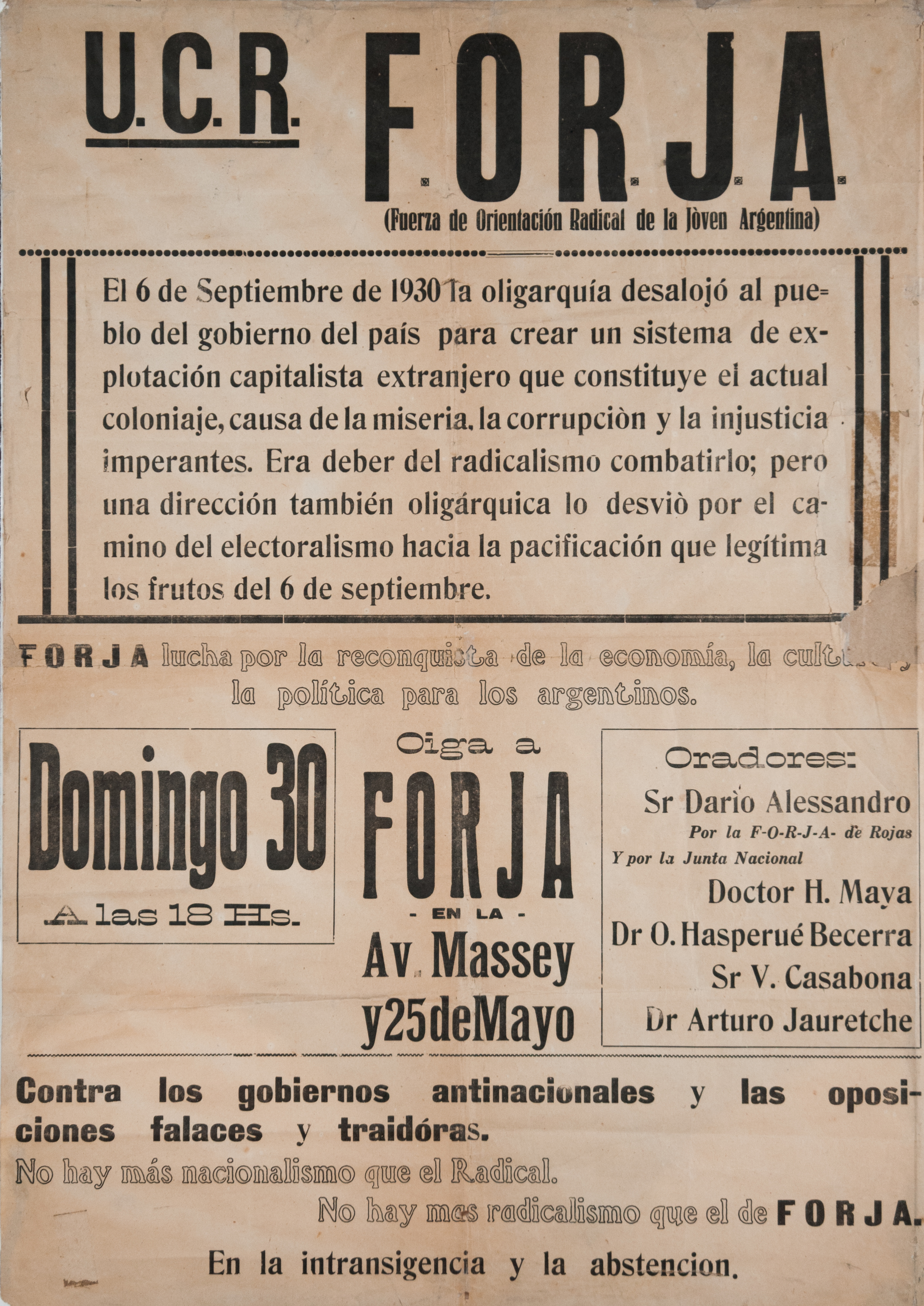
Affiche annonçant une conférence de la FORJA, où Jauretche y est l’un des orateurs programmés.

Le conflit entre Jauretche et la partie alors dominante du radicalisme, dirigée par Alvear, ne tarda pas à s’exacerber ; quand ce dernier résolut en 1939 de suspendre la décision de ne pas se présenter aux élections de la Décennie infâme, décision prise afin de bien marquer le désaccord du parti avec le régime en place, un important groupe de l’aile gauche du radicalisme décida de se constituer en un groupement dissident. Aux côtés de Homero Manzi, Luis Dellepiane, Gabriel del Mazo, Raúl Scalabrini Ortiz (dans un deuxième temps), Manuel Ortiz Pereyra et plusieurs autres, il fonda ainsi le mouvement FORJA (acronyme de Force d'orientation radicale de la jeune Argentine), qui allait définir et élaborer le cadre intellectuel du nationalisme démocratique, opposé à la fois au nationalisme conservateur des fractions réactionnaires et à la politique de libéralisation du gouvernement d’Agustín P. Justo. Mise à l’écart de la direction politique du parti radical, la FORJA en sera réduit à se manifester publiquement surtout par le biais d’événements de rue et de publications éditées à compte propre (telles que les Cuadernos de FORJA).
Dans ces publications, les forjistas critiquaient les mesures prises par le gouvernement à la suite du pacte Roca-Runciman, et arguaient que la Banque centrale avait été fondée afin que les financiers anglais pussent garder la haute main sur le système monétaire et financier argentin ; que la Corporación del Transporte avait été mise en place pour que les chemins de fer britanniques n’eussent pas de concurrence ; et que la rupture des relations diplomatiques avec l’Union soviétique était inopportune, attendu que celle-ci pourrait figurer comme un important acquéreur de la production agricole argentine. En ce qui concerne la politique intérieure, ils faisaient observer que le gouvernement de Justo lançait des interventions fédérales (procédure, prévue par la constitution, de mise sous tutelle directe d’une province par le pouvoir central) contre les provinces où des partis opposés au gouvernement avaient remporté les élections, et que les salaires et l’emploi se détérioraient. L’un des principes inconditionnels de FORJA était le maintien de la neutralité argentine face à l’imminence de la Deuxième Guerre mondiale, FORJA étant d’ailleurs alors le seul mouvement politique à appuyer ce principe.
Vers 1940, Jauretche rompit avec Dellepiane et Del Mazo, qui avaient renoué avec la ligne officielle de l’UCR. FORJA n’en sera que plus radicalisé encore, offrant désormais une tribune à des éléments plus nationalistes. Raúl Scalabrini Ortiz, qui s’était toujours senti proche des idées du mouvement, résolut alors de le rejoindre, pour en former avec Jauretche la direction bicéphale, mais s’en détachera à nouveau vers 1943, laissant Jauretche seul à la tête du groupe. Il mena une opposition véhémente contre le gouvernement de Ramón Castillo, et quoiqu’il se montrât sceptique vis-à-vis des intentions des militaires qui le renversèrent par un coup d’État en 1943, leur inébranlable position de neutralité dans la Deuxième Guerre mondiale fera qu’il accueillit avec sympathie le gouvernement dictatorial de Pedro Pablo Ramírez ; ensuite, après que Ramírez eut été à son tour renversé par le GOU (Groupe des officiers unis) pour avoir cédé aux pressions nord-américaines et rompu ses relations avec les puissances de l'Axe, Jauretche se rangea aux côtés du colonel Juan Perón, alors secrétaire au Travail et à la Prévoyance et en pleine ascension.

### Sous le gouvernement de Perón

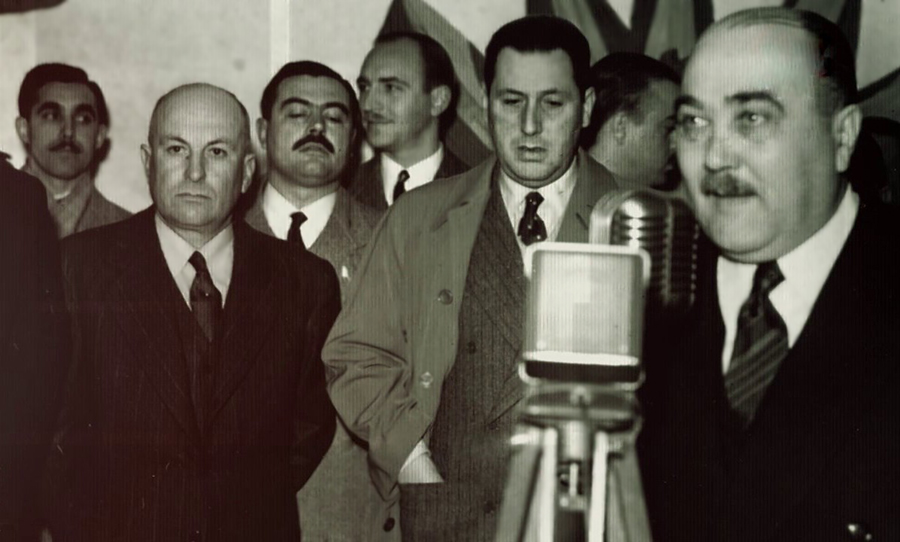
Arturo Jauretche (à droite) au côté de Juan Perón (au centre).

Jauretche adhéra au péronisme dès le 17 octobre 1945, quoique sans jamais se départir de son sens critique. Avec le soutien de Domingo Mercante, gouverneur de la province de Buenos Aires — favorable au programme économique de Miguel Miranda, qui comportait un projet d’industrialisation accélérée, projet propulsé par les pouvoirs publics et s'appuyant sur l’idée d’employer les considérables recettes récoltées par le modèle agroexportateur sous la conjoncture de la Deuxième Guerre mondiale pour transformer la configuration productive de l’Argentine —, Jauretche fut nommé en 1946 président de la Banque de la province de Buenos Aires, auquel titre il mit en œuvre une politique de crédit généreuse au bénéfice de projets d’industrialisation. Il occupera ce poste jusqu’en 1951, année où il fut limogé, après que la Commission Visca eut découvert que la banque avait accordé un crédit de 216 millions de pesos au quotidien La Prensa pour lui permettre d’acquérir une rotative,.
Son neveu Ernesto Jauretche se souvient que lorsque son oncle eut appris la fuite du président Juan Perón après le coup d’État civico-militaire autodénommé Révolution libératrice qui venait de le renverser en septembre 1955, il devint furieux et vociférait : « Fils de pute, pleutre de merde, il nous laisse seuls ! »

### Opposition à Aramburu et exil
Après le coup d’État, Jauretche rejoignit ce qu’il est convenu d’appeler la Résistance péroniste (ou Deuxième péronisme). Comme intellectuel et penseur, il prit à tâche alors de mener une activité pédagogique propre à empêcher que la défaite politique des masses ne se convirtît en une défaite idéologique. C’est dans cette perspective que Jauretche se fit auteur et polémiste, publiant notamment une douzaine d’ouvrages dans lesquels il donna corps à ses idées des années 1930 et développa sa vision particulière de la réalité argentine.
Étant donné qu’après sa mise à pied de la Banque de la province de Buenos Aires, et en raison de ses désaccords avec Perón, Jauretche avait cessé de paraître publiquement, et que donc il s’était tenu éloigné des sphères du pouvoir dans les années précédant le putsch de 1955, il réussit à se soustraire dans un premier temps aux persécutions politiques. Il eut ainsi le loisir de fonder l’hebdomadaire El '45, dans les colonnes duquel il fit l’apologie du premier péronisme, qu’il qualifiait de « dix années de gouvernement populaire », tout en critiquant âprement l’action politique, économique et sociale du nouveau régime de facto ; la revue cependant fut fermée après le troisième numéro. Il collabora ensuite aux hebdomadaires Azul y Blanco et Segunda República (entre 1955 et 1970). En 1956, il publia un essai intitulé El Plan Prebisch: retorno al coloniaje, où il critiqua le rapport que Raúl Prebisch, secrétaire de la Commission économique pour l'Amérique latine et les Caraïbes (CEPAL), avait rédigé à la demande du gouvernement de Pedro Eugenio Aramburu. La véhémence de son activité d’opposant lui valut les foudres du pouvoir politique, ce qui le poussa à choisir l’exil à Montevideo.
De l’étranger, il publia en 1957 Los profetas del odio (littér. les Prophètes de la haine), étude sur les rapports de classe en Argentine depuis l’avènement du péronisme, dans laquelle il critiqua certaines approches de l’histoire politique de l’Argentine qui jouissaient alors d’une grande autorité, en particulier celle d’Ezequiel Martínez Estrada. Jauretche interpréta ces approches comme autant de produits des préjugés des classes moyennes intellectuelles, irritées par l’irruption de nouveaux acteurs dans la sphère politique dont la bourgeoisie avait eu l’exclusivité depuis la génération de 1880 ; en dépit de ce que les intérêts matériels de cette classe fussent tributaires du développement d’une dense couche de consommateurs, ses façons d’être provoquaient en elle une réticence spontanée, quasi raciste (l’assimilation d’un certain type de mignardise ― tilinguería ― au racisme est explicite dans l’œuvre de Jauretche), envers les façons d’être des classes populaires, une « myopie », que Jauretche devait fustiger à plusieurs reprises dans ses œuvres suivantes. De même, dans une lettre amicale adressée à l’homme de science et écrivain Ernesto Sabato, il déplora la représentation que les classes moyennes se faisaient des transformations sociales péronistes comme étant motivées seulement par le « ressentiment » à l’encontre des plus fortunés ; il y affirmait :

« Ce qui a mobilisé les masses vers Perón n’était pas le ressentiment, c’était l’espérance. Rappelez-vous ces foules d’octobre 45, maîtresses de la ville pendant deux jours, qui n’ont pas brisé la moindre vitre et dont le plus grand crime a été de se laver les pieds sur la place de Mai, provoquant par là l’indignation de la dame de Oyuela, entourée d’équipements sanitaires. Rappelez-vous ces foules, même dans des circonstances tragiques, et vous vous les rappelerez toujours en train de chanter en chœur — chose absolument inusitée chez nous —, et il reste encore tellement de chanteurs, qu’il a fallu leur interdire le chant par décret-loi. Ils n’étaient pas rancuneux. C’étaient des criollos joyeux, parce qu’ils pouvaient jeter leurs espadrilles pour s’acheter des souliers, et même des livres, des disques phonographiques, partir en villégiature, fréquenter les restaurants, avoir le pain et le toit assurés, et jusqu’à adopter des modes de vie « occidentales » qui leur avaient été refusés jusqu’alors. »

— Jauretche, Los profetas del odio
La proposition de Jauretche consistait à tenter de parvenir à une intégration de la bourgeoisie et du prolétariat, dans la mesure où il allait de l’intérêt commun de ces deux classes de développer une économie nationale solide. Ce point de vue du reste lui attira l’inimitié tant des libéraux que de la direction justicialiste. C’est dans Los profetas del odio qu’il pointa pour la première fois ce qui, dans son jugement, constituait le principal obstacle au développement national, à savoir l’« intelligentsia » libérale et cosmopolite, qui, fascinée par la culture européenne, s’efforçait de la transplanter sans discernement dans la situation argentine, sans prendre la mesure des différences historiques et des positions antagonistes que les deux continents occupent dans l’articulation internationale de l’économie.
En 1961, bien que privé de l’appui politique de Perón (dont le candidat attitré était le radical intransigeant Raúl Damonte Taborda), il se porta candidat pour le poste de sénateur national, mais n’obtint pas de siège.

### Retour de Perón
En 1973, sous l’éphémère gouvernement d’Héctor Cámpora, Jauretche réintégra la fonction publique, se voyant confier en effet la présidence du directoire de l’EUDEBA, le service de publication de l’université de Buenos Aires.
Attaché à ce que le cycle historique, interrompu en 1955, reprît son cours, Jauretche salua le retour du général Perón en 1972. Une nouvelle étape dans l’histoire de l’Argentine débutait, et Jauretche fut placé devant la tâche malaisée de se resituer face à la nouvelle réalité. Perón et son entourage cependant le dédaignèrent, tandis que lui-même n’appréciait guère le virage à droite que le vieux líder allait prendre. En revanche, il fut enthousiasmé par l’apport des jeunes à la rénovation du péronisme, mais l’idée d’un « socialisme national » prôné par la Jeunesse péroniste se révéla difficile à conjuguer avec le plaidoyer de Jauretche pour un « capitalisme national ».

## Jauretche et le révisionnisme historique
Le révisionnisme historique en gestation allait se conjuguer dans l’œuvre de Jauretche avec sa propre interprétation de la réalité contemporaine. Si certes des auteurs révisionnistes prônaient dès la décennie 1930 une réinterprétation de l’histoire de l’Argentine — critiquant la vision alors canonique, véhiculée surtout par Bartolomé Mitre et Sarmiento, qui s’évertuait à expliquer l’évolution nationale par l’antinomie entre civilisation et barbarie —, ce ne sera pas avant que la Révolution libératrice de 1955 eût identifié explicitement Perón avec Juan Manuel de Rosas que ladite réinterprétation commença à prendre de la vigueur. Ainsi, comme les partisans d’Aramburu avaient caractérisé le putsch contre Perón comme « un nouveau Caseros », les historiens révisionnistes relevèrent le gant et, filant la même analogie, voudront voir dans la bataille de Caseros l’amorce d’un échec historique, par suite de laquelle fut renversé le système qui avait réussi à synthétiser, autant que faire se pouvait, les intérêts des différentes classes et que le gouvernement de Rosas s’était appliqué à maintenir à flot :

« La ligne Mai-Caseros a été le meilleur instrument pour susciter les analogies qui permettent d’appréhender le lien historique entre le passé et le présent [...]. Crème de révisionnistes que ces Libérateurs ! Ainsi a-t-il suffi qu’ils nous démontrent que cela [=le coup d’État de septembre 1955] était le nouveau Caseros pour que mes concitoyens se rendent compte, une fois pour toutes, de ce qu’a été l’autre. Et une dose un peu massive de barbouzerie pour que mes concitoyens s’avisent définitivement de ce que signifièrent les troupes brésiliennes défilant à l’avant-garde — plus visibles mais moins bruyantes que les gâchettes — de l’autre armée libératrice. »

— Jauretche, Aprendamos a leer los diarios
L’œuvre de Jauretche, et le mouvement forjista en général, fut l’un des axes selon lesquels le révisionnisme historique parviendra à se transmuter, abandonnant son alliance avec le nationalisme d’empreinte aristocratique et criolliste des décennies précédentes (quand l’identité nationale se construisait encore sur l’opposition à la fois au capital britannique et à l’immigration européenne, répudiée par la base libérale de l’élite politique qui lui avait pourtant ouvert les portes du pays), pour se repenser comme l’expression de la chose populaire au sens large, en articulant les protestations du mouvement ouvrier à la tradition montonera du XIXe siècle. Au sein du gouvernement de Perón, des considérations pragmatiques avaient interdit de procéder à cette remise en cause historienne, pourtant préconisée par José María Rosa et par d’autres précurseurs ; Perón déchu, la politisation de la réinterprétation historique éclatera au grand jour, parallèlement au processus de radicalisation politique et culturelle de la période post-1955.
En 1959, Jauretche fit paraître Política Nacional y Revisionismo Histórico, où il exposa sa propre position au milieu d’un courant révisionniste profondément divisé, tant à propos de la relation avec les prémisses qui l’avaient rendu possible dans les décennies précédentes, que pour ce qui touchait aux questions proprement historiques. Dans cet ouvrage, l’auteur dresse un bilan relativement généreux de la figure de Rosas, qu’il considérait comme la « synthèse possible » de la situation historique de l’époque, et relativement critique pour les caudillos fédéralistes de l’intérieur. En cela, il se démarquait de la position de Jorge Abelardo Ramos, Rodolfo Puiggrós ou Rodolfo Ortega Peña, qui à la fois laissaient entendre une critique du rosisme, vu comme une version atténuée du centralisme portègne, et une forte appréhension vis-à-vis des racines ataviques du nationalisme tranditionaliste, dans lequel ils entrevoyaient les traits du fascisme. Dans la querelle opposant révisionnistes et critiques du révisionnisme, laquelle transcendait dans une large mesure le clivage gauche/droite, Jauretche se rangea résolument du côté des premiers.
Dans le même temps, plaidant pour l’usage de tout moyen capable d’interrompre la continuité de la Révolution libératrice, il suivit la ligne tracée par Perón dans le cadre de l’accord général du péronisme avec l’Union civique radicale intransigeante, en recommandant le vote pour Arturo Frondizi. Néanmoins, sous la présidence de celui-ci, Jauretche fut hautement critique envers son programme développementaliste et envers ses appels à investissements étrangers (plus particulièrement dans le domaine pétrolier), et envers la rupture par Frondizi de l’accord conclu avec Perón, aux termes duquel aurait dû être lévée sous son gouvernement la mesure de proscription contre Perón restée en vigueur depuis la Révolution libératrice ; le non-respect de cette clause eut pour conséquence qu’en 1961, lors d’une élection très disputée pour le sénat, plusieurs candidats se partagèrent les voix péronistes, et que sortit finalement vainqueur du scrutin le socialiste Alfredo Palacios.

## Jauretche écrivain
Dans les années 1960, l’épuisement de ses marges de manœuvre politiques porta Jaureteche à reprendre la plume et à publier, à un rythme soutenu, aussi bien des articles dans des revues et journaux, que des recueils d’essais, qui eurent un grand succès auprès du public. Il fonda le journal El Líder et écrivit régulièrement pour le quotidien La Opinión des articles parfois très polémiques. En 1962 parut Forja y la Década Infame, deux ans plus tard Filo, contrafilo y punta, et en 1966 El medio pelo en la sociedad argentina (medio pelo = parvenu, infatué), incisive interpellation lancée aux classes moyennes qui eut un retentissement immédiat. Sa proximité aux idées de la CGT de los Argentinos l’incitera à rejoindre la Commission d’affirmation nationale de cette centrale syndicale.
En 1968, il publia son Manual de zonceras argentinas (littér. Manuel des balivernes argentines), répertoire des idées négatives que les Argentins ont généralement sur leur propre pays ; ces idées, affirmait-il, avaient été mises dans la tête de tous les citoyens dès l’enseignement primaire, puis renforcées par la presse. Des énoncés tels que celui de Sarmiento portant que « le mal qui désole l’Argentine est son extension », en plus de sa dichotomie « civilisation ou barbarie » (qui est, selon Jauretche, « la mère qui enfanta toutes » lesdites balivernes) et d’autres semblables ont fait en sorte, arguait Jauretche, que les possibilités pour l’Argentine de se réaliser de façon autonome soient demeurées restreintes.
En 1972 parut De memoria. Pantalones cortos, premier tome d’une trilogie destinée à rassembler ses souvenirs et les enseignements politiques et nationaux que la vie lui avait apportés. Ce premier tome, qui réunit ses souvenirs d’enfance à Lincoln, dans la province de Buenos Aires, sera cependant le seul qu’il lui sera donné de faire paraître, la mort l’empêchant d’en publier la suite.
À propos de son insigne aptitude à forger ou à remodeler des termes pour désigner des attitudes politiques, notamment les mots cipayo (barbouze), oligarca et vendepatria, il écrivit :

« Je crois avoir été l’inventeur du mot vendepatria [littér. vend-patrie] ou du moins son divulgateur initial, par le biais de l’hebdomadaire Señales. J’ai popularisé l’usage de l’expression oligarquía dans son acception aujourd’hui populaire, de même que les expressions vendepatria et cipayo, par le biais de la revue Señales et d’autres revues à l’existence éphémère dans les années postérieures à la révolution de 1930. »

## Œuvres
- 1934: El Paso de los Libres. Édition préfacée par Jorge Luis Borges. Une deuxième édition parue en 1960 sera dotée d’un prologue de Jorge Abelardo Ramos.
- 1956: El Plan Prebisch: retorno al coloniaje
- 1957: Los profetas del Odio y la Yapa
- 1958: Ejército y Política
- 1959: Política nacional y revisionismo histórico
- 1960: Prosa de hacha y tiza
- 1962: Forja y la Década Infame
- 1964: Filo, contrafilo y punta
- 1966: El medio pelo en la sociedad argentina
- 1968: Manual de zonceras argentinas
- 1969: Mano a mano entre nosotros
- 1972: Pantalones Cortos
- 1977: Política y Economía (édition posthume)
- 2002: Escritos Inéditos (édition posthume)

## Hommages

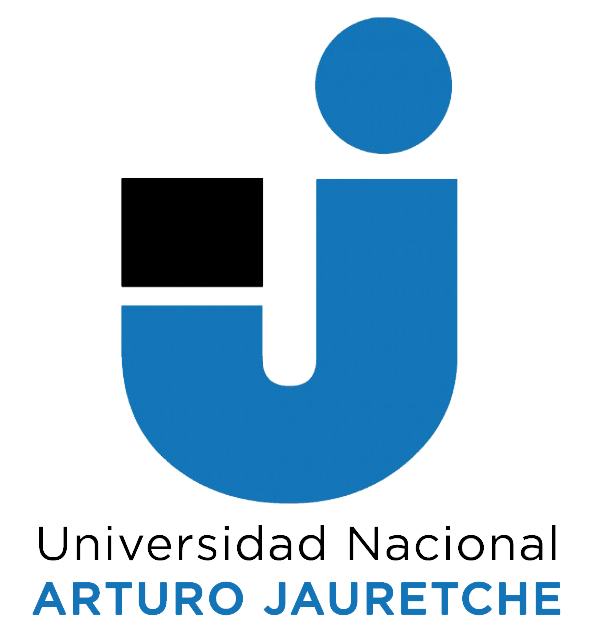
Logo de l'université nationale Arturo Jauretche.

Le 29 décembre 2003, le législateur fédéral promulgua la loi no 25.884 déclarant le 13 novembre, date de naissance d’Arturo Jauretche, « Journée de la pensée nationale » (Día del Pensamiento Nacional) ; dans l’exposé des motifs, il est précisé que « [...] c’est au nom de tous ceux que allument quotidiennement le débat sur les grands sujets nationaux que nous présentons le présent projet de loi, afin que se fortifie et que croisse, en même temps que la mémoire d’Arturo Jauretche, la vie intellectuelle nationale ».
L’école moyenne no 02 de la ville de Buenos Aires a été nommée en son honneur Arturo Jauretche, et une rue de Puerto Madryn, dans la province de Chubut a été baptisée à son nom, de même encore qu’une école agraire dans le sud de Luján de Cuyo, l’école secondaire no 21 à Paraná, dans la province d'Entre Ríos, et une école dans la cité balnéaire bonaerense de Santa Teresita. En 2014, un monument à Arturo Jauretche fut inauguré sur la place Rodolfo Ortega Peña, au croisement de l’Avenida 9 de Julio et de la rue Arenales, à Buenos Aires, et une place fut nommée à son nom dans sa ville natale de Lincoln (dans le nord-ouest de la province de Buenos Aires). Vers la fin de la décennie 1980, la municipalité de La Plata fit poser un buste de Jauretche à l’intersection des rues Diagonal 79 et Calle 57.
Le nom de Jauretche a également été donné à l’université nationale Arturo Jauretche, établissement public avec siège à Florencio Varela, chef-lieu du partido homonyme dans le Grand Buenos Aires, et au musée de la Banque de la province de Buenos Aires.
Dans la culture populaire, le groupe de rock Los Piojos a composé un morceau intitulé San Jauretche et figurant sur l’album Verde paisaje del infierno (octobre 2000), qui traite de la société argentine et de la manière dont l’avait commentée Arturo Jauretche.